# Вона (песня)
«Вона (Завтра прийде до кімнати…)» (с укр. — «Она (Завтра придёт в комнату...)») — песня группы «Плач Єремії» из альбома «Най буде все як є…», вышедшего в 1995 году. Песня также встречается под названиями «Завтра прийде до кімнати… (Вона)» и «Лиш Вона».

## История
Композиция была написана поэтом Константином Москальцем 25 августа 1989 во Львове. На момент написания песни автор выступал во Львовском эстрадном театре «Не журись!» в качестве исполнителя собственных песен. По мнению Москальца, песня «Вона» более символична, чем истинное её изображение. Тем не менее, автор признал, что лирическая героиня песни — реальный персонаж, а не вымышленный. Звали её Алина Бжезинская-Лазоркина, которая к времени написания песни училась в музыкальной школе им. Саломеи Крушельницкой, позже окончила львовскую консерваторию по классу арфы и играла некоторое время в составе группы «Плач Єремії». В настоящее время проживает в Шотландии, где работает арфисткой. Однако Тарас Чубай, дружащий с Москальцем с 1987 года, опровергает эту информацию:
Песня «Вона» в истории с Костей Москальцем, такая же как Мона Лиза у Леонардо да Винчи. То есть, в определенном смысле, это – автопортрет. Костя, может быть, об этом не догадывается, но я так чувствую. Поэтому он может говорить все что угодно, по поводу того, кому он посвятил эту песню. В 90м году он говорил, что одной девушке посвятил, потом другой – но это все неправда.
В 1995 году песня вошла во второй альбом группы «Плач Єремії» «Най буде все як є…». Тарас Чубай так высказался об этой песне:
Я хотел сделать такую версию, которая покажет эмоцию, такое цунами, что снесет стены. Такое у меня ощущение и видение этой песни.
В 1997 вышел третий альбом группы — «Хата моя», в который вошла альтернативная версия песни с более брутальным звучанием, под названием «Вона — ІІ (Перша кров)».
«Вона» вошла в сборник песен «Добре», вышедший в 1998 году.
Константин Москалец впервые напечатал текст песни в сборнике стихов «Символ троянди» в 2001, перепечатал его в более широкой версии сборника, которую назвал «Нічні пастухи буття» в том же 2001. Стихотворение «Вона» также есть в книге стихов Константина «Мисливці на снігу» 2011 года, вышедшей в серию «Приватна колекція» Василия Габора.
Композиция «Вона (Завтра прийде до кімнати…)» вошла в 30 главных музыкальных хитов за время независимости Украины, а сам опрос проводился в течение августа 2021 и был приурочен к 30-й годовщине независимости Украины.
Осенью 2021 года в социальных сетях приобрели популярность интернет-мемы, цитировавшие строки из песни.

## Участники записи
В записи песни участвовали:

| Плач Єремії - Тарас Чубай — вокал, перкуссия, гитара, аранжировка - Всеволод Дячишин — бас-гитара - Александр Каменецкий — барабаны - Александр Мороко — гитара | Дополнительный персонал - Андрей Пятаков — звукорежиссёр |

## Версии песни
Существуют следующие альтернативные версии песни:
- Ранняя версия песни, записанная Тарасом Чубаем в 1989 году[14];
- Украинский певец Виктор Морозов в 1993 вместе с группой «Четвертий кут» выпускают одноимённый альбом, в композиции которого входит версия песни «Вона»[15][16];
- Песня «Вона — ІІ (Перша кров)», с более брутальным звучанием, вошедшая в третий альбом группы «Плач Єремії», «Хата моя»[6][17];
- Исполнение песни Тарасом Чубаем на сцене Евромайдана во время Революции достоинства[18][19];
- Украинская группа B&B Project в 2018 выпускает инструментальную версию песни, исполняя её на бандуре и аккордеоне[20][21][22].